# Lindeboom (Achterbos)
De Lindeboom is een etagelinde in de tot de Antwerpse gemeente Mol behorende plaats Achterbos, gelegen nabij Achterbos 251.
De boom werd vermoedelijk aangeplant tussen 1640 en 1750. Dat de boom op particulier terrein staat is uitzonderlijk. De boom werd geplant door Jan Loovens die notaris en voogdijsecretaris was te Mol.
De stam is 1,7 meter hoog, de omtrek van de stam is 4,24 meter. De kruin, bestaande uit een aantal radiaal uitgaande gesteltakken, heeft een diameter van 10 meter. Om de 2 à 3 jaar wordt de boom geknot tot op de gesteltakken.
In 1993 werd de boom geklasseerd als beschermd monument.